# Socialistisk UngdomsFront
 For alternative betydninger, se SUF.
Socialistisk UngdomsFront (SUF) er en dansk politisk ungdomsorganisation, der blev stiftet i 2001 ved sammenlægning af Rebel og Enhedslistens Ungdomsnetværk. Fra stiftelsen i 2001 har SUF haft en samarbejdsaftale med Enhedslisten, uden dog egentlig at være dennes ungdomsorganisation.
SUF er en revolutionær socialistisk ungdomsorganisation, idet organisationen finder at et opgør med den eksisterende samfundsorden er en nødvendighed. Målet er et socialistisk samfund, hvor magten er hos folket og ikke hos ejerne af samfundets produktionsmidler.
I 2001 havde SUF 376 medlemmer, hvilket en snes år senere var vokset en anelse til 542 medlemmer i 2022 efter en del udsving i de mellemliggende år.
De senere folketingsmedlemmer Rosa Lund, Johanne Schmidt-Nielsen, Rune Lund, Stine Brix, Pernille Skipper og Nikolaj Villumsen, alle (EL), har været medlem af SUF.

## Historie
SUF blev stiftet i 2001 på initiativ af den antiautoritære socialistiske ungdomsorganisation Rebel og det nydannede Enhedslistens Ungdomsnetværk. Rød Ungdom var også inviteret, men afslog et samarbejde, da de to førstnævnte insisterede på en afstandtagen til den gamle østbloks totalitære socialistiske lande.

## Organisation

### Struktur

#### Stormøder
SUF's øverste myndighed er stormøderne, der bliver afholdt 2 gange årligt: Landsmødet i foråret og Aktivitetsmødet i efteråret. På Landsmødet vælges 9 ledelsesmedlemmer og 3 suppleanter, og på Aktivitetsmødet vælges en kasserer.

#### Ledelse
SUF's ledelse består af 9 stormødevalgte repræsentanter, 13 repræsentanter valgt i geografiske regioner samt en kasserer.

#### Regioner
I SUF-regi er landet delt op i tretten regioner, seks på Sjælland, seks i Jylland og en på Fyn. De modsvarer ca. de gamle amter.
Alle regioner har en repræsentant i ledelsen, som vælges på regionens generalforsamling.

#### Lokalgrupper
SUF har 19 lokalgrupper over hele Danmark ifølge egen hjemmeside. På trods af en rimelig lige fordeling af lokalgrupper over hele landet bor ca. halvdelen af medlemmerne i Storkøbenhavn. I SUF har lokalgrupperne autonomi indenfor SUF's minimumsprogram samt stormødernes beslutninger.

#### Medlemsblad
SUF's medlemsblad hedder Blomster og Barrikader og skrives af en frivillig redaktion.

### Internationalt samarbejde
I 2011 blev SUF medlem af ENDYL.
Socialistisk UngdomsFronts internationale arbejde foregår bl.a. regionalt i Skandinavien. Samtidig med dette har man gennem årene deltaget i diverse konferencer og studieture til bl.a. Mexico og Italien og arrangeret fællestransport til G8-topmødet i Rostock.

## Skolevalgsresultater
SUF har repræsenteret Enhedslisten ved skolevalg i 2015, 2017 og i 2019. I 2021 og 2024 samarbejdede de med Rød-Grøn Ungdom.
| Valg | Formand           | Stemmer | %    | Mandater | +/-     | Mærkesag #1                            | Mærkesag #2                                    | Mærkesag #3                                |
| ---- | ----------------- | ------- | ---- | -------- | ------- | -------------------------------------- | ---------------------------------------------- | ------------------------------------------ |
| 2015 | Kollektiv Ledelse |         | 6,0  | 10 / 175 | Uændret | Afskaf 24-års reglen                   | Afskaf social dumping                          | Afskaf nationale test i folkeskolen        |
| 2017 | Kollektiv Ledelse | 2.766   | 6,1  | 11 / 175 | 1       | 30 timers arbejdsuge                   | Danmark skal tage i mod flere flygtninge       | Sexmobning på skoleskemaet                 |
| 2019 | Kollektiv Ledelse | 2.907   | 4,8  | 9 / 175  | 1       | Omlæg til 100% økologisk landbrug      | Lektiefri skoler                               | Danmark skal tage kvoteflygtninge          |
| 2021 | Kollektiv Ledelse | 3.575   | 7,3  | 13 / 175 | 4       | Afskaf brugerbetaling på psykologhjælp | Danmark skal tage 3000 kvoteflygtninge om året | Omlæg dele af landbruget til vild natur    |
| 2024 | Kollektiv Ledelse |         | 6,97 | 12 / 175 | 1       | Statsborgerskab i 18-års gave          | Afskaf brugerbetaling på offentlig transport   | Afskaf karakterkrav til ungdomsuddannelser |

## Forhold til Enhedslisten
Siden 2001, hvor SUF blev stiftet, har de haft en såkaldt "samarbejdsaftale" med Enhedslisten, som indebærer, at de to organisationer anerkender og henviser til hinanden, ligesom de samarbejder om konkrete politiske kampagner og i valgkampe. På mange måder har Enhedslisten fungeret som et traditionelt 'moderparti' i forhold til SUF, men forholdet mellem de to parter er dog løsere, end man traditionelt ser partier og ungdomspartier i mellem. I den officielle samarbejdsaftale står, at "SUF og Enhedslisten anerkender og respekterer hinanden som selvstændige organisationer. Vi opfordrer til medlemskab af begge organisationer."

### Valgkamp
Enhedslisten og SUF samarbejder i forbindelse med valgkampe, hvor SUF eksempelvis ved folketingsvalgene i 2005 og 2007 førte ungdomsvalgkamp for Enhedslisten. Kampagnerne var adskilt fra Enhedslistens almene kampagne og henvendte sig kun til unge mennesker.

#### Rød-Grøn Ungdom
I marts 2020 stiftede en række unge, herunder bl.a. tidligere medlemmer af SUF, en parallel socialistisk ungdomsorganisation Rød-Grøn Ungdom, som også havde til formål at indgå et tæt samarbejde med Enhedslisten. I december 2020 valgte Enhedslisten også at indgå en samarbejdsaftale med RGU, således at Enhedslisten nu har samarbejdsaftaler med både SUF og RGU.

## Fraktioner
Igennem SUF's historie har der eksisteret adskillige fraktioner. Den første og mest markante var Socialistisk Standpunkt, der blev ekskluderet for entrisme efter at deres hverveplaner blev offentliggjort. I denne forbindelse blev fraktionen Demokratisk Netværk oprettet i 2006 imod den daværende eksklusionssag, og i 2007 blev Venstreoppositionen i SUF (VO) stiftet. VO var mere politisk end Demokratisk Netværk og kæmpede for en generel venstredrejning af SUF og for hvad de kaldte en tilbagevenden til minimumsprogrammet. VO opløste senere sig selv i 2008 i protest imod at de afdelinger den primært var aktiv i, var blevet tvangsnedlagt for at forhindre yderlige hvervning til Standpunkt. I forbindelse med nedlæggelsen af disse afdelinger, der officielt blev nedlagt fordi disse var mistænkt for at modarbejde SUF's politiske grundlag og i større grad tilsluttede sig Standpunkt. Et netværk af lukkede afdelinger blev ligeledes opløst i 2008 da et forslag om at genoprette afdelingerne faldt på landsmødet. Andre fraktioner har været Kommunistisk Platform og Socialistisk Arbejderparti.

### Demokratisk netværk
Demokratisk Netværk blev stiftet for at samle modstanderne af forslaget om at ekskludere Socialistisk Standpunkt fra SUF i 2006. Udover Socialistisk Standpunkt var særligt lokalgrupperne GSV-GLT og Roskilde afgørende i fraktionen. Da eksklusionssagerne blev afvist af landsmødet i 2006, ophørte fraktionen efterfølgende med at eksistere.
Demokratisk Netværk arbejde under eksklusionssagen bl.a. med at mødes med afdelinger og enkeltpersoner der var i tvivl eller allerede imod eksklusionerne. Ligeledes oprettedes der en hjemmeside (der ikke længere eksisterer) hvor diverse udtalelser imod eksklusionerne blev samlet og hvor der blev organiseret en underskriftindsamling blandt SUF-medlemmer imod eksklusionerne.
Efter den anden eksklusionssag i 2007 hvor 26 blev ekskluderet, spillede folk fra Demokratisk Netværk en afgørende rolle i stiftelsen af Venstreoppositionen i SUF (VO). Persongalleriet var dog langt fra det samme i de to grupper.

#### Politisk
Demokratisk Netværk var primært samlet om at forhindre eksklusionssagerne i at gå igennem. Dette skete bl.a. ud fra en argumentation om at sikre demokratiet og mangfoldigheden i SUF. En væsentlig del af medlemmerne tilhørte SUF's venstrefløj, men det var dog ikke alle, og Demokratisk Netværk fik aldrig yderligere formål.

### Venstreoppositionen i SUF
Venstreoppositionen i SUF (VO) blev stiftet på baggrund af eksklusionen af 26 fra Socialistisk Standpunkt i 2007 og forsøgte at samle modstanderne af eksklusionerne omkring et program om at dreje SUF til venstre og tilbage på grundlaget for minimumsprogrammet. VO blev støttet af Socialistisk Standpunkt og Internationale Socialister. samt af en række afdelinger og enkeltpersoner i SUF.
Venstreoppositionen i SUF arbejdede bl.a. igennem seminarer, fælles diskussionsmøder, fælles forslag til stormøderne og fælles debatindlæg og udtalelser i SUF's medlemsblad og på SUF's interne debathjemmeside.
VO opløste sig selv i 2008 efter at flere af de afdelinger der støttede dem var blevet tvangslukket af SUF's ledelse og efter at et forslag om at genoprette lokalafdelingerne på SUF's landsmøde var blevet afvist.
Blandt VO's kritikpunkter af ledelsen af SUF var at VO mente at de i praksis bevægede sig væk fra SUF's socialistiske og revolutionære minimumsprogram, at de brugte udemokratiske metoder imod politiske modstandere i SUF (herunder eksklusioner og tvangslukninger af afdelinger), at SUF's primære bevægelsesarbejde ikke blev koordineret demokratisk og ofte var styret af hvad VO opfattede som bureaukrater der var alt for lidt kampivrige og for loyale over for højrefløjen i toppen af bevægelserne. Ligeledes kritisere VO kraftigt de dele af ledelsen der ønsker en mere moderat tilgang til EU.
Det er ofte blevet påstået at både VO og det tidligere Demokratisk Netværk blot bestod af folk fra Socialistisk Standpunkt og at dette også i høj grad gjaldt flere af de lukkede afdelinger. Dette er dog forkert. Alle de tre fraktioner inkluderede udover støtter af Socialistisk Stanpdunkt også andre trotskister (flertallet af VO's møder blev f.eks. holdt i Internationale Socialisters lokaler), anarkister, kommunister, syndikalister og diverse andre retninger. Mens flertallet af VO og flere af de lukkede afdelinger gik ind i Socialistisk Standpunkt, valgte mange også at forlade politik fuldstændigt eller at blive og kæmpe i SUF fortsat.
Blandt VO's modstandere var en af de oftest hørte kritikpunkter at man mente at VO fortsatte en debat man havde afsluttet med eksklusionerne af Socialistisk Standpunkt, noget der i VO's øjne dog blot viste korrekteden af deres kritik af eksklusionerne for at være politisk ensretning og ikke organisatorisk begrundede sådan som den officielle påstand var.